# Општина Карастелек (Салаж)
Карастелек (рум. Carastelec) општина је у Румунији у округу Салаж.
Oпштина се налази на надморској висини од 228 m.